# Брњенец
Брњенец (чеш. Brněnec) је насељено мјесто са административним статусом сеоске општине (чеш. obec) у округу Свитави, у Пардубичком крају, Чешка Република.
У овом селу је Оскар Шиндлер посједовао фабрику у којој је радило 1.200 Јевреја спашавајући их тако од сигурне смрти.

## Становништво
Према подацима о броју становника из 2014. године насеље је имало 1.306 становника.